# 若泽·戈梅斯球场
若泽·戈梅斯球场（葡萄牙語：Estádio José Gomes），因其所在位置而又称雷博莱拉球场（Estádio da Reboleira），是一座位于葡萄牙阿马多拉的足球场，也是艾馬多拉足球會的主场，其容量为 9,288 人。